# Puberté
La puberté est une étape du développement qui est atteinte lorsque les organes de la reproduction sont fonctionnels. Chez l'humain, elle désigne la transition de l'enfance à l'adulte. Elle se signale notamment par une croissance rapide due aux hormones de croissance et le développement des caractères sexuels primaires et secondaires dû aux hormones sexuelles, avec de notables changements comportementaux notamment un besoin accru de sommeil lié à un décalage de libération de la mélatonine.

## Étymologie
Le substantif féminin,, « puberté » est un emprunt, au latin pubertas,,, lui-même dérivé de puber (« pubère »), lié à pubes, qui signifie poils.

## Période de la puberté
Il semble que la phase de puberté, avec pics de croissance avant une stabilisation, soit spécifique à l'espèce humaine et ne soit pas décrite en particulier chez les autres primates (croissance régulière). De même, l'étude des ossements de tout âge des préhominiens n'a pu retrouver de phase de croissance rapide.
Son début est marqué par la gonadarche chez les deux sexes mais, n'étant pas observable chez la femme, l'ovaire étant un organe profond, on repère chez elle le début de la puberté par l'augmentation du volume mammaire (thélarche).

### Pour la femme
Chez la femme, le premier signe du démarrage de la puberté est le plus souvent l'apparition du bourgeon mammaire, une petite « bille » de tissu sous le mamelon qui témoigne du début de la production d’œstrogènes par les ovaires. Ce développement, appelé thélarche, est souvent asymétrique : un seul bourgeon est un temps présent, avant l'apparition rapide du second. Cette asymétrie peut se retrouver tout au long de la puberté avec un sein fortement plus développé que l'autre, avant de s’atténuer. Chez 95 % des filles, ce début de la puberté intervient entre 8 et 13 ans, avec une moyenne à 10,9 ans. Le développement de la poitrine suit ensuite sur une durée moyenne de deux à trois ans en plusieurs étapes, les stades de Tanner avec une augmentation du volume des seins accompagnée d'un élargissement et d'une pigmentation des aréoles au fur et à mesure de la puberté,.
L'apparition du bourgeon mammaire est suivie en moyenne dans les six mois par celle, appelée pubarche, de la pilosité pubienne — bien que celle-ci puisse parfois la précéder — puis dans les douze à dix-huit mois par celle axillaire puis corporelle au niveau des bras et des jambes. Le duvet devient plus foncé, gagne en taille et en épaisseur, et frise en formant des boucles. Contrairement à une idée répandue, si le rasage peut substituer très rapidement les poils fins du duvet par ceux adultes, il ne rend pas ces derniers plus épais,.
En parallèle s'effectuent des changements de la vulve en termes d'aspects et d'orientation. Les petites lèvres grandissent et se pigmentent, accompagnées par une légère augmentation de la taille du clitoris. La vulve passe d'une orientation dite verticale, visuellement vers l'avant, à une orientation horizontale, visuellement vers le bas. Ce changement, appelé « horizontalisation de la vulve » est due aux modifications qui s'opèrent au niveau du bassin. Afin de permettre une éventuelle future grossesse, celui-ci s'élargit et bascule de plusieurs degrés. De même, les hanches et les cuisses s'élargissent,.
Le pic de croissance est similaire en durée à celui des garçons, mais moins intense : la hausse annuelle de la taille suit la leur, sauf à l'apogée du pic, où elle reste en deçà avec une augmentation moyenne de 7,5 cm par an, pour un gain total d'environ 25 cm,. La voix de la jeune fille mue d'environ une tierce plus grave que sa voix d'enfant.
Les glandes vaginales commencent à sécréter les leucorrhées, communément appelées pertes blanches. Celles-ci s'accentuent à l’approche de la première menstruation, ou règles, en moyenne deux ans à deux ans et demi après l'apparition des bourgeons mammaires. Considérées le plus souvent comme l'évènement symboliquement marquant de la puberté féminine, augurant du passage à l'âge adulte, les premières règles interviennent le plus souvent après le pic de croissance pubertaire, durant la phase de décélération de la vitesse de croissance, mais peuvent parfois le précéder. Leur cycle, initialement irrégulier, ne devient cyclique qu'au bout de dix-huit à vingt-quatre mois lorsqu'il devient ovulatoire,.
La période de la puberté est également celle où les premiers désirs sexuels naissent sur le plan psychologique.

#### Résumé
- Démarrage : généralement entre 9 et 12 ans.
- Durée : environ cinq ans.
- Poussée de croissance : environ 8 cm par an, entre les phase II et phase IV.
- Principaux traits remarquables : développement des seins et de la vulve ; développement de la pilosité corporelle, notamment les poils pubiens, des aisselles et des jambes ; début des menstruations (règles), qui sont le critère usuel de puberté chez la femme.
- Mue : la voix de la fille devient plus grave en moyenne d'une tierce.
- Sexualité : le désir sexuel s'éveille.

### Pour l'homme

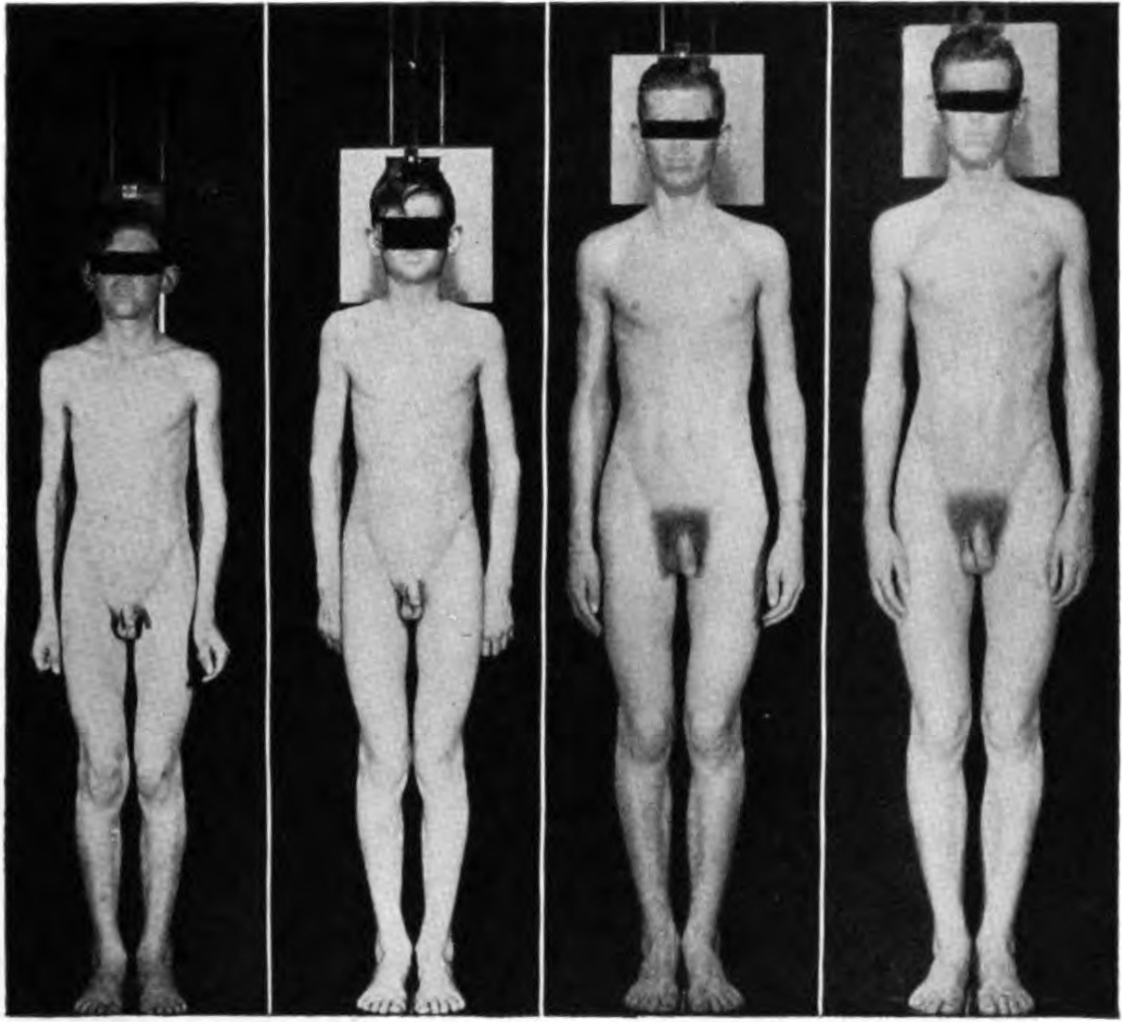
Garçon à l'état prépubère, avant et après son pic de croissance et à l'état post-pubère.

Chez l'homme, le démarrage de la puberté est médicalement constaté par l’augmentation du volume des testicules. Les étapes qui surviennent ensuite telles que la croissance des organes génitaux, l'apparition des premiers poils pubiens ainsi que la mue de la voix et la capacité à produire du sperme sont cependant plus remarquées par les individus.
- Démarrage : généralement entre 11 et 14 ans[9].
- Durée : elle varie d'un individu à l'autre.
- Poussée de croissance : environ 10 cm par an, au cours de la phase II.
- Principaux traits remarquables : développement du pénis et des testicules ; développement de la pilosité corporelle, notamment de la pilosité pubienne, puis faciale.
- Mue : la voix devient plus grave en moyenne d'une octave.
- Sexualité : le désir sexuel s'éveille.

### Personnes intersexes
Certaines personnes, dites intersexes, présentent des variations du développement sexuel, et donc n'ont pas une puberté typiquement masculine ou typiquement féminine. Pour ces personnes, la puberté est souvent le moment de la découverte de leur intersexuation (si celle-ci n'avait pas déjà été détectée à la naissance).

## Échelle de Tanner
Les évolutions morphologiques de la puberté s'étendent sur plusieurs années. Leur durée et l'âge de leur survenue dépendent beaucoup d'un individu à un autre mais suivent un schéma constant. James Mourilyan Tanner en a proposé, en 1962, une classification en cinq stades,. Cette classification est actuellement utilisée comme référence clinique.
| Stade | Pilosité pubienne homme                                                              | Pilosité pubienne femme                                                                                                | Testicules et pénis chez l'homme | Développement des seins chez la femme                                                                       |
| ----- | ------------------------------------------------------------------------------------ | --- | --- | --- |
| I     | Absence de pilosité pubienne ; un fin duvet couvre la zone génitale                  | Absence de pilosité pubienne                                                                                           | Testicules, scrotum et pénis de taille prépubère | Pas de seins, élévation éventuelle du mamelon et aréole petite et plate                                     |
| II    | Quelques poils légèrement pigmentés, droits, allongés, en général à la base du pénis | Quelques poils longs pigmentés, apparaissant sur le pourtour des grandes lèvres                                        | Croissance du scrotum et des testicules ; peau scrotale plus rouge et augmentation du volume du pénis                                                                     | Apparition du bourgeon mammaire. Le mamelon et l'aréole augmentent de diamètre et sont légèrement bombés.   |
| III   | Poils pubiens bien visibles, pigmentés, bouclés, étalés latéralement                 | Augmentation de la pigmentation des poils pubiens, qui commencent à friser et n'occupent qu'une petite partie du pubis | Croissance du pénis en longueur. Allongement du scrotum et augmentation du volume testiculaire                                                                            | Les bourgeons mammaires et l'aréole continuent de s'élargir. Le contour des seins ne se dessine pas encore. |
| IV    | Pilosité de type adulte, plus drue                                                   | Les poils pubiens continuent de friser et deviennent plus drus ; pilosité plus dense                                   | Le volume testiculaire et le scrotum continuent d'augmenter ; pigmentation plus marquée du scrotum ; le pénis continue de grandir et le contour du gland devient visible. | Projection antérieure de l'aréole et du mamelon pour former une seconde protubérance                        |
| V     | Pilosité adulte qui s'étend sur la surface interne des cuisses et vers le nombril    | Pilosité de type adulte en triangle qui s'étend sur la surface interne des cuisses                                     | Les testicules, le scrotum et le pénis atteignent leur taille et leur forme adultes                                                                                       | La protubérance aréolaire a disparu, le mamelon continue de saillir ; anatomie de type adulte               |

Échelle de Tanner - hommes. Taille moyenne des testicules [cm] avec leur capacité en mL.
Échelle de Tanner - femmes.

## Variations normales

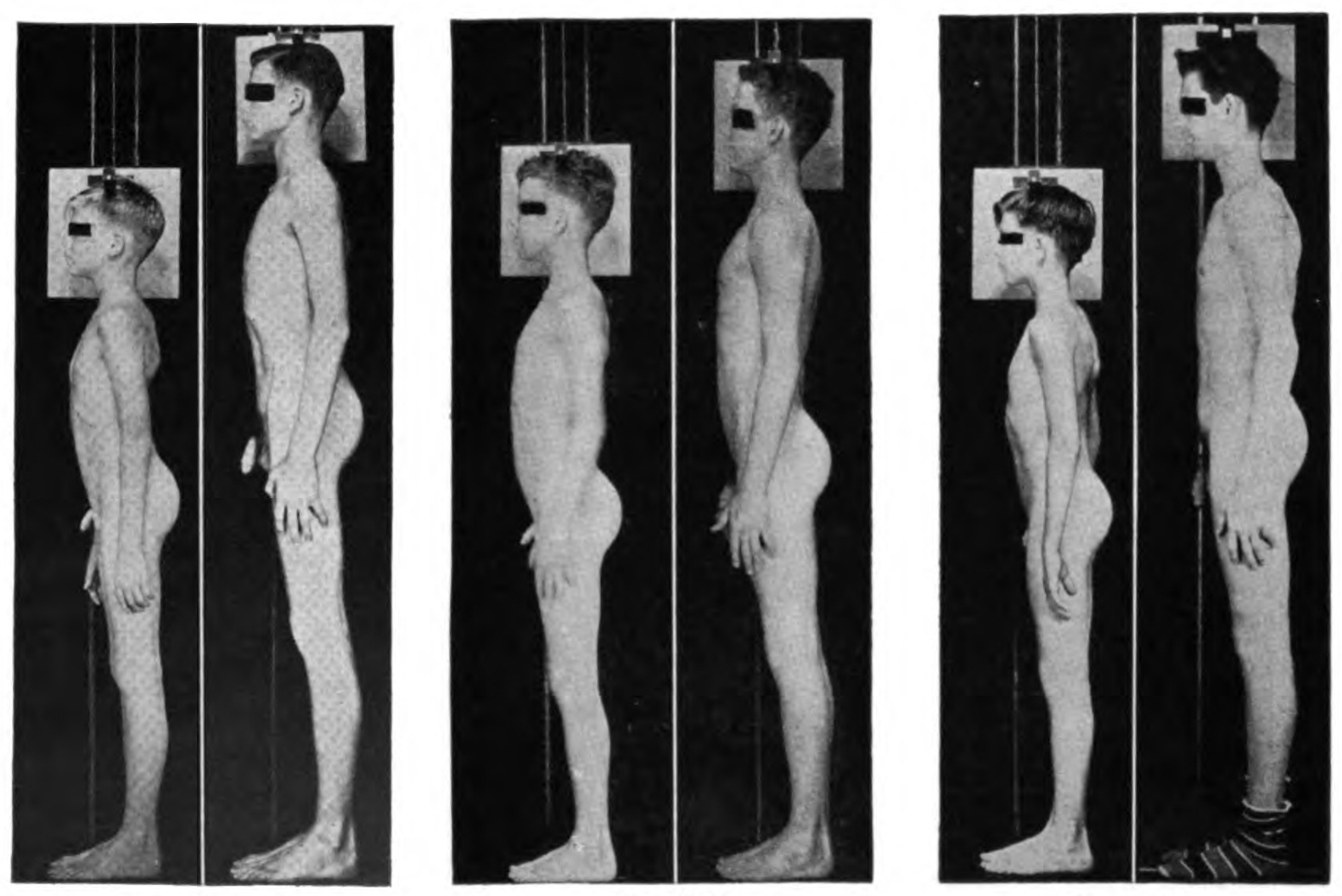
Variations de la taille initiale et finale de trois garçons de leurs douze ans à la fin de leur période de croissance.

L'âge de départ et l'intensité du pic de croissance varient d'un individu à un autre.

## Anomalies

### Puberté retardée
Elle est définie par l'absence d'augmentation de la taille des testicules au-delà de 14 ans ou de développement mammaire chez la fille au-delà de 13 ans,,,.
Outre les conséquences psychologiques possibles, le retard pubertaire peut provoquer une taille adulte plus petite, du moins chez le garçon.

### Évolution au fil des années
Depuis les années 2000, on constate une augmentation du nombre de cas de pubertés précoces chez les filles.
La première hypothèse avancée pour rendre compte de ce phénomène est l'obésité,,. D'autres explications sont aussi invoquées : le manque d'exercice ou différents polluants comme les perturbateurs endocriniens,.
Exemples de différence de développements

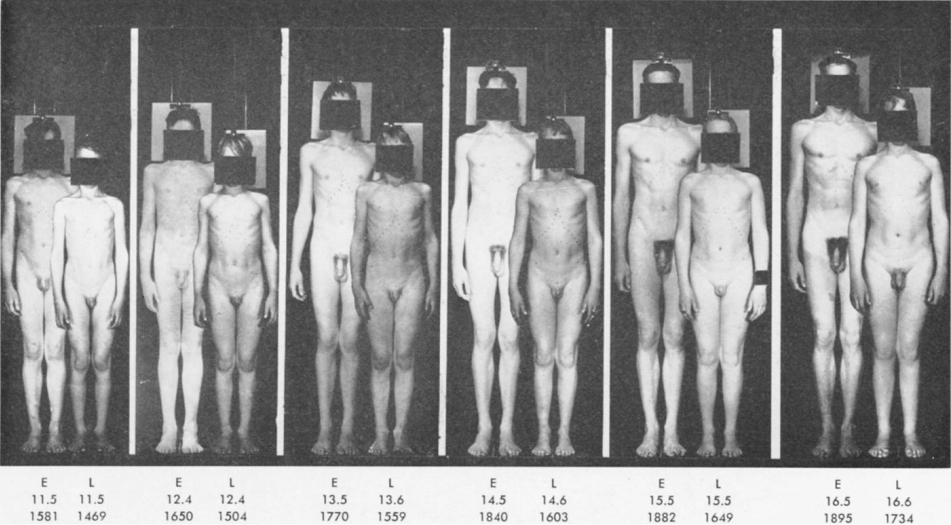
Développements pubertaires comparés de deux garçons, dont l'un avec une puberté tardive.

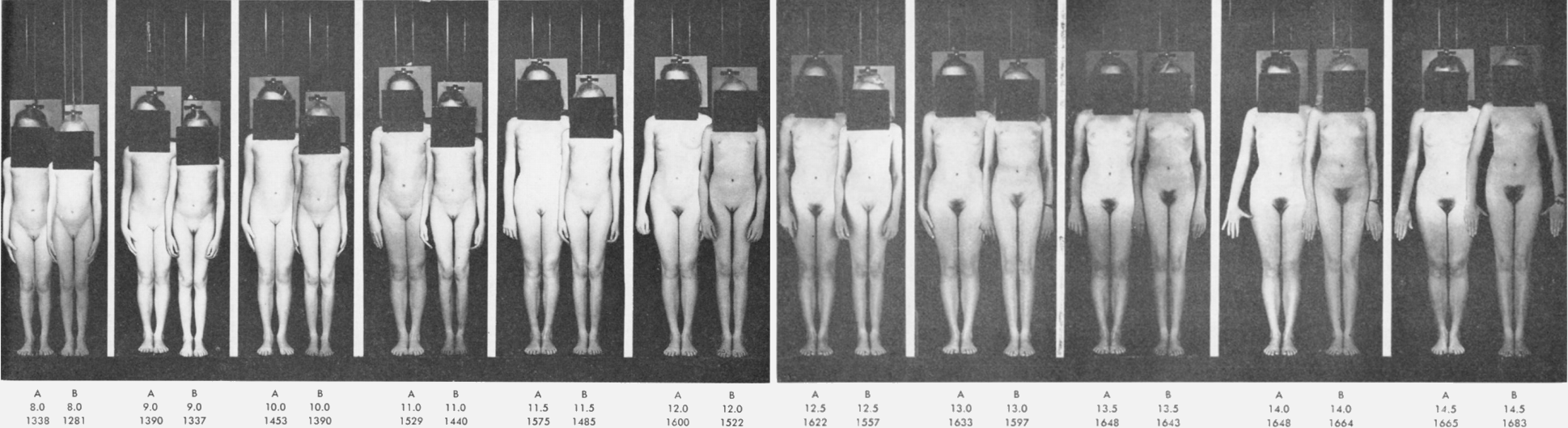
Développements pubertaires comparés de deux filles, dont l'une avec une puberté tardive.